# Oriolidae
Los oriólidos (Oriolidae) son una familia de aves perteneciente al orden Passeriformes. Son pájaros arbóreos de tamaño mediano, que presentan pico fuerte, alas largas y puntiagudas y tarsos cortos. Son frugívoros e insectívoros. Macho y hembra presentan distinto plumaje, siendo los machos unas aves de colores vivos. Esta familia de cuatro géneros se extiende por Asia, África y Australasia, donde frecuentan selvas y bosques, y con solo una única especie en Europa, que es visitante estival en España, la oropéndola (Oriolus oriolus).

## Filogenia
Contiene cuatro géneros:
- Turnagra
- Sphecotheres
- Pitohui
- Oriolus